# Рівняння п'ятого степеня

Графік многочлена 5-го степеня з 3 дійсними нулями(коренями)та 4 критичними точками.

Рівняння п'ятого степеня  є результатом прирівнювання многочлена п'ятого степеня до нуля. Воно має загальний вигляд
{\displaystyle ax^{5}+bx^{4}+cx^{3}+dx^{2}+ex+f=0.}
Оскільки найвищий степінь є непарним, то рівняння (як і кубічне рівняння) має хоча б 1 дійсний корінь.
Нерозв'язними в радикалах вже є досить прості рівняння 5-го степеня, як:
{\displaystyle x^{5}\pm x-1=0}
Завдання.  
Алгебраічне рівняння п'ятого порядку
x^5-(p15)*x^4+(p25)*x^3-(p35)*x^2+(p45)*x^1
+(p55)=
(x-(x15))*(x-(x25))*(x-(x35))*(x-(x45))*(x-(x55))=0 
розв'язне в радикалах виду
5*(x15)=(p15)+(R14)+(R24)+(R34)+(R44),
5*(x25)=(p15)-4*(R14)+(R24)+(R34)+(R44),
5*(x35)=(p15)+(R14)-4*(R24)+(R34)+(R44),
5*(x45)=(p15)+(R14)+(R24)-4*(R34)+(R44),
5*(x55)=(p15)+(R14)+(R24)+(R34)-4*(R44),
4*(R14)^5=(p14)+(R13)+(R23)+(R33),
4*(R24)^5=(p14)-3*(R13)+(R23)+(R33),
4*(R34)^5=(p14)+(R13)-3*(R23)+(R33),
4*(R44)^5=(p14)+(R13)+(R23)-3*(R33),
3*(R13)^4=(p13)+(R12)+(R22),
3*(R23)^4=(p13)-2*(R12)+(R22),
3*(R33)^4=(p13)+(R12)-2*(R22),
2*(R12)^3=(p12)+(R11),
2*(R22)^3=(p12)-(R11),
1*(R11)^2=(p12)^2-4*(p22).

## Нормалізація
- Зведена форма: лінійним перетворенням Чірнхауса x = y − b/5a можна позбутися 4-го степеня і привести рівняння до:

{\displaystyle y^{5}+py^{3}+qy^{2}+ry+s=0}.
- Первинна форма: квадратичним перетворенням Чірнхауса {\displaystyle y_{k}=x_{k}^{2}+\alpha x_{k}+\beta \,,} можна позбутися 4-го та 3-го степенів:

{\displaystyle y^{5}+py^{2}+qy+r=0,}
коефіцієнти α та β можуть бути отримані з  результанта чи тотожностей Ньютона. 
- Форма Брінга—Жерарда: перетворенням Чірнхауса 4-го степеня {\displaystyle v_{k}=y_{k}^{4}+\alpha y_{k}^{3}+\beta y_{k}^{2}+\gamma y_{k}+\delta \,} можна привести рівняння до вигляду:

{\displaystyle v^{5}+pv+q=0.}

## Розв'язність в радикалах
Є декілька параметричних представлень для розв'язних рівнянь 5-го степеня (в формі Брінга—Жерарда):
{\displaystyle x^{5}+ax+b=0.\,}
Результат другої половини 19-го століття, John Stuart Glashan, George Paxton Young та Карл Рунге:
незвідне рівняння 5-го степеня з раціональними коефіцієнтами є розв'язним тоді й лише тоді, якщо
{\displaystyle x^{5}+{\frac {5\mu ^{4}(4\nu +3)}{\nu ^{2}+1}}x+{\frac {4\mu ^{5}(2\nu +1)(4\nu +3)}{\nu ^{2}+1}}=0}
де μ та ν є раціональними.
В 1994, Blair Spearman та Kenneth S. Williams дали ще одне представлення,
{\displaystyle x^{5}+{\frac {5e^{4}(4c+3)}{c^{2}+1}}x+{\frac {-4e^{5}(2c-11)}{c^{2}+1}}=0.}

## Розв'язність в радикалах Брінга
Корені многочлена
{\displaystyle x^{5}+px+q\,}
Можуть бути отримані використовуючи радикал Брінга:
{\displaystyle {\sqrt[{4}]{-{\frac {p}{5}}}}\,\operatorname {BR} \left(-{\frac {1}{4}}\left(-{\frac {5}{p}}\right)^{\frac {5}{4}}q\right)}